# Maksymilian Gierymski
Maksymilian Gierymski, né le 9 octobre 1846 à Varsovie et mort le 16 septembre 1874 à Reichenhall, est un peintre polonais, le représentant de l'école de Munich et précurseur du réalisme dans la peinture polonaise de la seconde moitié du XIXe siècle.

## Biographie
Maksymilian Gierymski, le frère aîné du peintre Aleksander Gierymski, est issu d'une famille de l'intelligentsia de Varsovie. Le père des futurs artistes Józef Gierymski est un fonctionnaire des bâtiments militaires, probablement l'intendant ou l'administrateur de la caserne de Mirów, puis de l'hôpital militaire d'Ujazdów. Le talent musical de Maksymilian se révèle très tôt et, sous l'influence de son père, il commence à apprendre à jouer du piano. La musique sera une grande passion durant toute la vie de l'artiste.
Après avoir obtenu son diplôme du Gymnasium Réel de Varsovie, Gierymski entreprend en 1862 des études à l'Institut polytechnique d'agriculture et de sylviculture de Puławy. Il le quitte après quelques mois pour rejoindre l'insurrection nationale qui éclate en 1863. Gierymski participe aux combats dans les régions de Lublin et de Kielce.
Les expériences de cette période - la lutte inégale des unités polonaises mal armées contre l'armée russe qui se solde par une défaite et un martyre sans précédent de la nation polonaise - marquent profondément le jeune homme âgé alors de dix-sept ans. Cette empreinte de tristesse et de mélancolie s'intensifiera encore plus à la fin de sa vie. Dans le même temps, une année passée en contact avec la nature aiguise le sens d'observation, la mémoire visuelle et la sensibilité du futur peintre.
Après la chute du soulèvement, pour éviter la répression de la part des autorités tsaristes, Gierymski entame des études à la faculté de mathématiques et de physique de l'École d'économie de Varsovie. Puis, pendant plusieurs mois, il étudie en classe de dessin, probablement avec Rafał Hadziewicz et Christian Breslauer. Déçu par le faible niveau de cette formation artistique, il abandonne ses études en 1865. À cette époque, il fait la connaissance du peintre Juliusz Kossak de passage à Varsovie.
En 1867, Gierymski part pour Munich. Recommandé par Juliusz Kossak, il y établit des contacts avec un groupe d'artistes polonais réunis autour de Józef Brandt et il se lie d'amitié avec Adam Chmielowski, un ancien collègue de l'Institut polytechnique de Puławy et ancien insurgé comme lui. De longues discussions sur l'art avec Chmielowski contribuent à façonner les vues esthétiques de Gierymski.
Il étudie à l'Académie des Beaux-Arts de Munich jusqu'à l'automne 1868. Au tournant de 1867 et 1868, il fréquente également l'atelier du peintre Franz Adam, très célèbre à l'époque pour ses scènes de batailles. À partir de mai 1868, il accompagne à Munich son frère Aleksander, qui y entame, lui-aussi, des études artistiques. La même année, Maksymilian devient membre de l'Association des arts de Munich.
Ses succès à la première exposition internationale d'art de Munich et à l'exposition internationale de l'Association des arts de Vienne en 1869, où son œuvre est achetée pour la collection de l'empereur François-Joseph, sont remarqués par la presse et la communauté professionnelle et se traduisent par un accroissement d'intérêt des collectionneurs pour l'œuvre du jeune Polonais. Cependant en Pologne, où ses œuvres sont régulièrement envoyées à des expositions de la Société pour l'encouragement des beaux-arts de Varsovie et à la Société des amis des beaux-arts de Cracovie, elles sont généralement accueillies avec indifférence, voire critiquées par la partie conservatrice de la communauté artistique. C'est pourquoi, à partir de 1870, Gierymski renonce à participer aux expositions organisées en Pologne, alors que ses œuvres trouvent des acheteurs à Munich et que le nombre de ses commandes passées de Londres, Vienne, Berlin, Hambourg et d'autres villes européennes ne cesse de croître. En 1873, à l'Exposition universelle de Vienne, il reçoit une médaille d'or et en 1874 et il est admis à l'Académie des Arts de Berlin.
Dans les années 1870-1872, l'artiste passe ses vacances d'été en Pologne. En 1871, il voyage pour la première fois en Italie, accompagné de son frère. À partir de 1873, en raison d'une maladie pulmonaire qui progresse, il séjourne dans les stations thermales de Merano et Bad Reichenhall. Fin 1873, il part, avec son frère Aleksander qui s'occupe de lui, à Rome. Épuisé par sa maladie, incapable de peindre, il entame un journal dans lequel il note ses réflexions sur l'art.
Il décède le 16 septembre 1874 à Bad Reichenhall.

## Œuvre
Ce représentant de la génération des positivistes, fasciné par la poésie romantique polonaise et admirateur d'Artur Grottger, combine un rationalisme dépassionné avec une sensibilité romantique.
Silence, rêverie lyrique ou mélancolique sont des impressions qui s'imposent au contact de la plupart des œuvres de Gierymski. Les principaux facteurs qui créent cette ambiance sont la couleur et la lumière, souvent douces, légèrement tamisées et diffuses. Les saisons préférées de l'artiste sont la saison pré-printanière de fonte des neiges et l'automne, gris et brumeux, ou chaud et ensoleillé.
Parmi ses premières œuvres, deux versions de Camp de gitans (1867/68) annoncent déjà le type de peinture caractéristique du travail ultérieur de l'artiste, dans lequel le sujet est complètement subordonné à la vision émotionnelle du paysage. Vers 1869, le style de Gierymski âgé alors de vingt-trois ans atteint sa maturité. Ses sujets de prédilection sont le paysage, les scènes de genre et de batailles - toujours contre un paysage, et à partir de 1870 également des scènes de chasse stylisées. Dans ses œuvres, la nature est pauvre et monotone, et en même temps monumentale dans sa simplicité et sa beauté. Il y plane l'omiprésent souvenir des paysages de sa Mazovie natale avec ses vastes plaines, une ligne d'horizon basse, une végétation clairsemée et un ciel généralement nuageux.
Un autre tableau important dans le parcours de l'artiste est Les funérailles d'un bourgeois, aujourd'hui perdu. Le cortège funèbre y est montré de dos et s'éloigne, s'enfonçant dans l'espace du tableau. Avec ce tableau Gierymski initie une série de représentations qui prennent pour sujet la monotonie quotidienne et la grisaille de la vie dans les villes de province négligées. Sa visite dans son pays natal en 1870 lui inspire des tableaux comme Devant le cimetière (1870), Prière des Juifs le jour du sabbat (1871), L'hiver dans une petite ville (1872), Le printemps dans une petite ville (1872) dans lesquels les scènes de genre cèdent la place à une vision suggestive d'un paysage pauvre, dépourvu de pittoresque au sein duquel évolue la vie des êtres humains.
Le couronnement des nombreuses années d'expérimentations de Gierymski pour fusionner la lumière, la pénombre et l'obscurité en une matière de peinture harmonieuse et presque sensuelle est le tableau Nuit (1872-73), montrant un village endormi dans le silence d'une nuit d'été.
Gierymski développe sa propre vision l'insurrection de 1863. Malgré la forte influence de Franz Adam, Gierymski reste étranger au bruit de la bataille, à la violence ou l'héroïsme des soldats combattants. Sensible et empathique envers leur calvaire, il se consacre à dépeindre la réalité grise des insurgés : longues marches, patrouilles à cheval, arrêts dans des fermes de paysans pauvres ou campements dans la forêt. Il présente des scènes relatives à l'insurrection polonaise de 1830 d'une manière similaire, en mettant l'accent non pas sur les valeurs historiques ou patriotiques, mais sur l'effort fastidieux et la vie laborieuse des soldats. Patrouille des insurgés (1873) est sans doute l'une des œuvres les plus remarquables de la production artistique de Gierymski.

Mais ce sont ses scènes de chasse stylisées avec des costumes de l'ère rococo qui sont les plus populaires parmi les collectionneurs. 

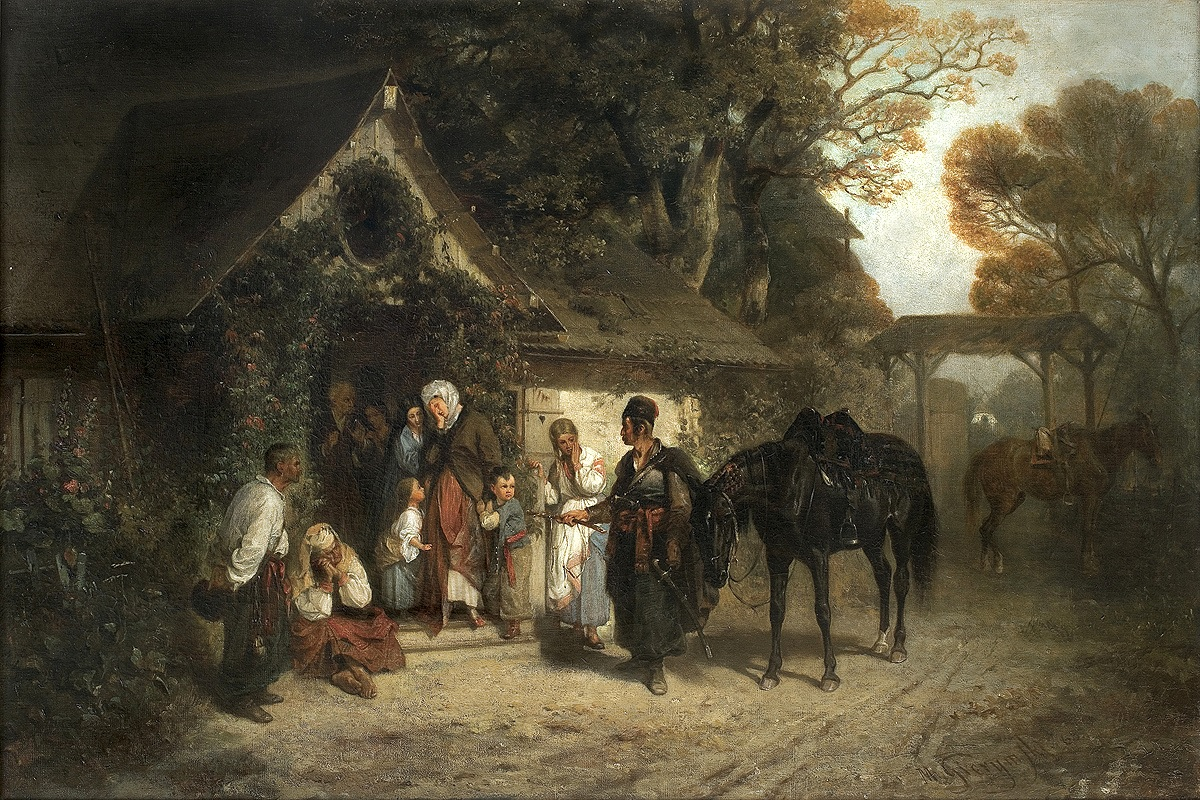
Le retour sans le maître, 1868
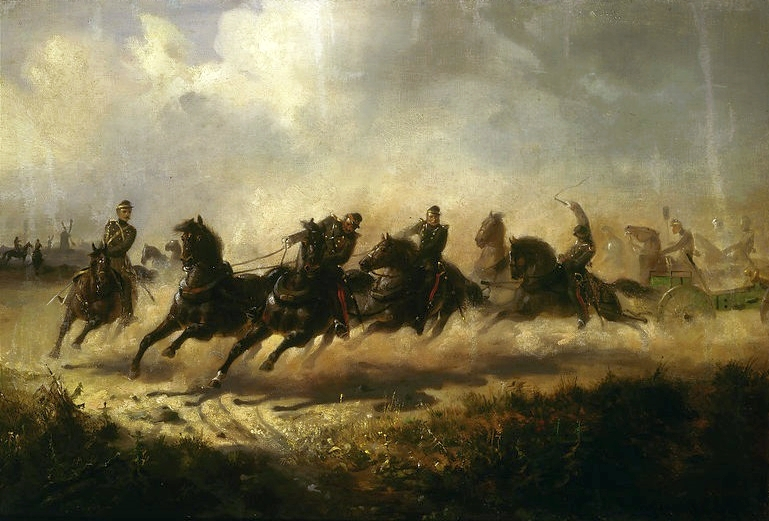
Charge de l'artillerie (Charge de l'artillerie à cheval russe), 1866-1867
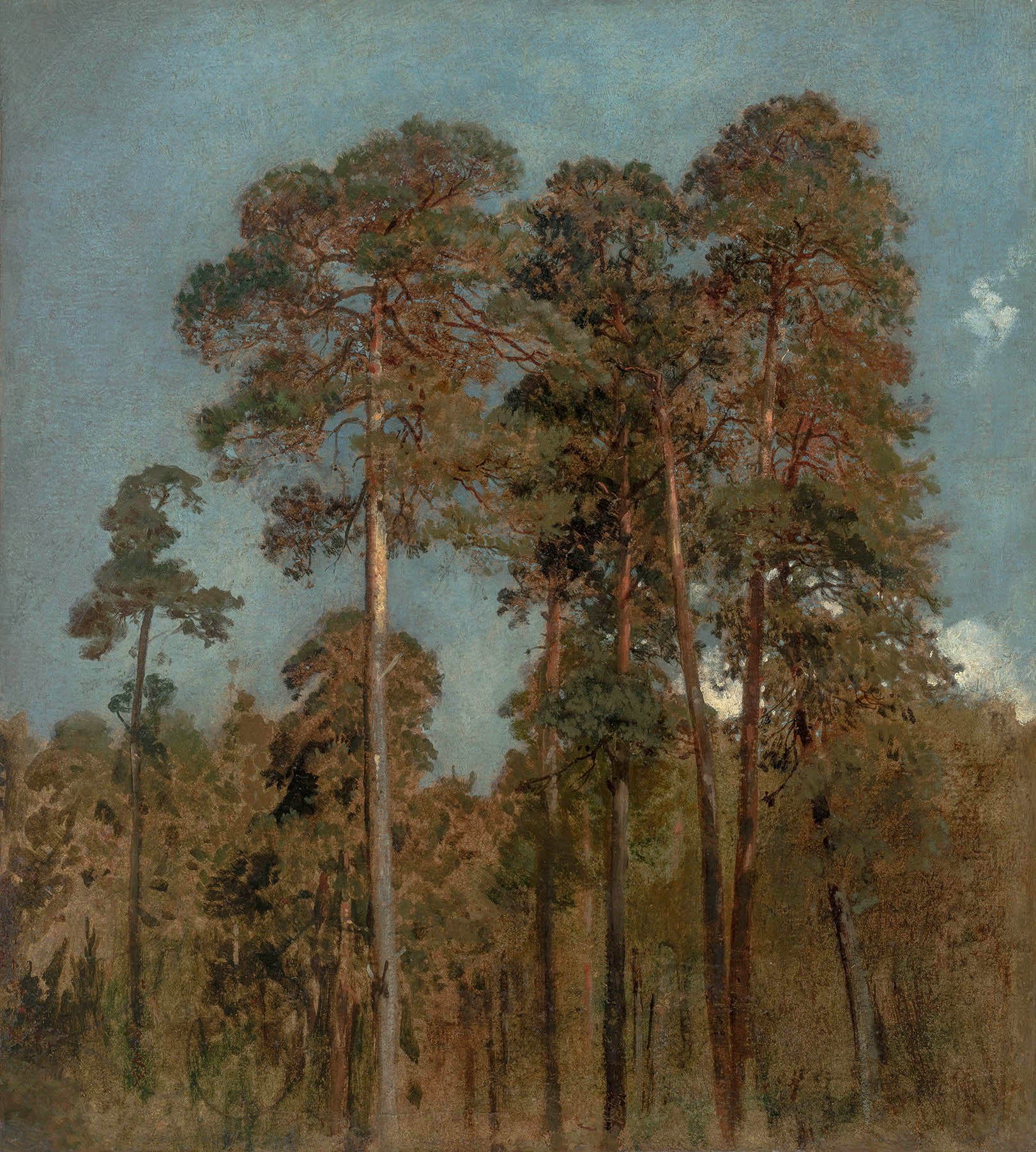
Pins, 1868
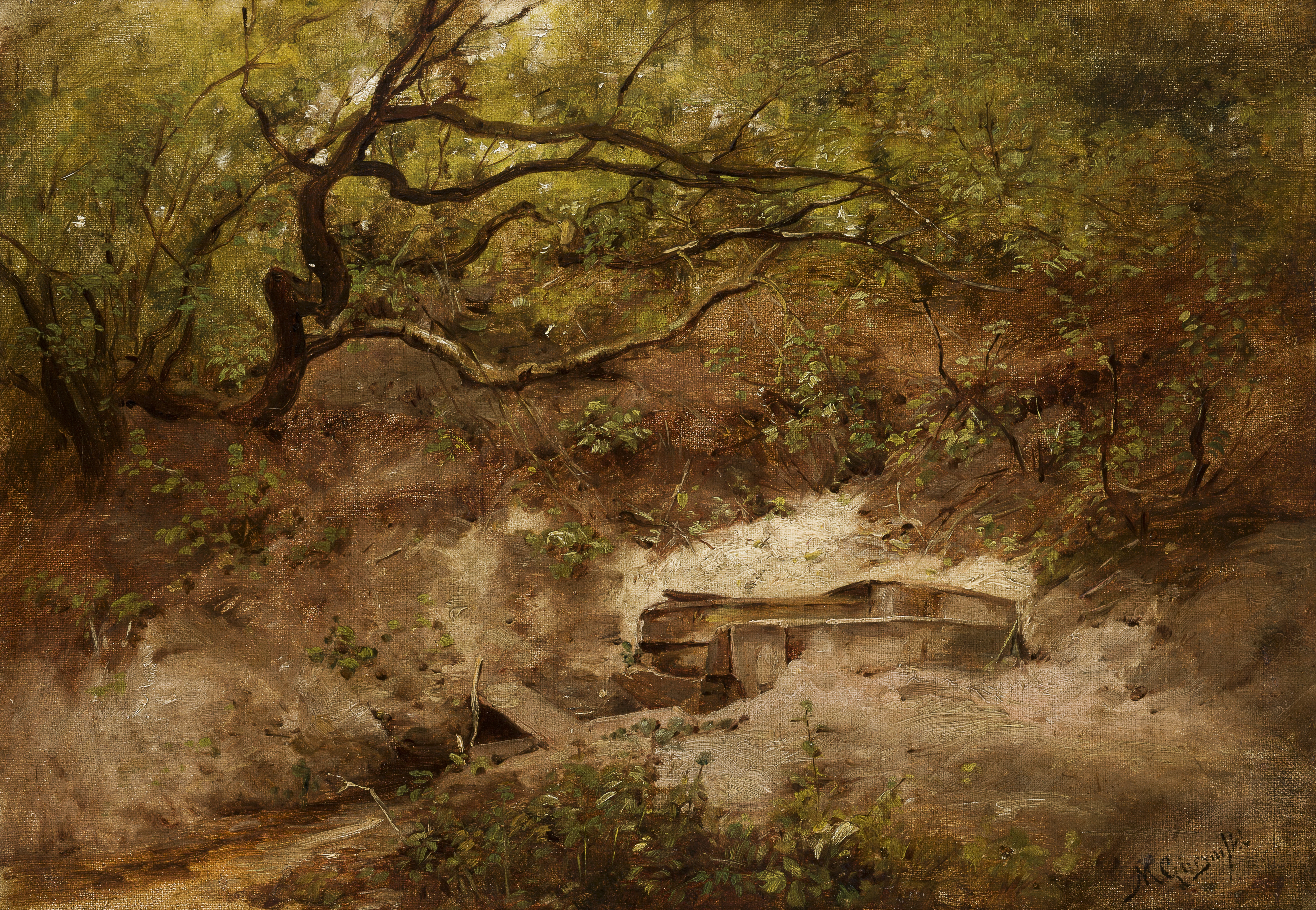
Pommier près d'un ruisseau, 1868
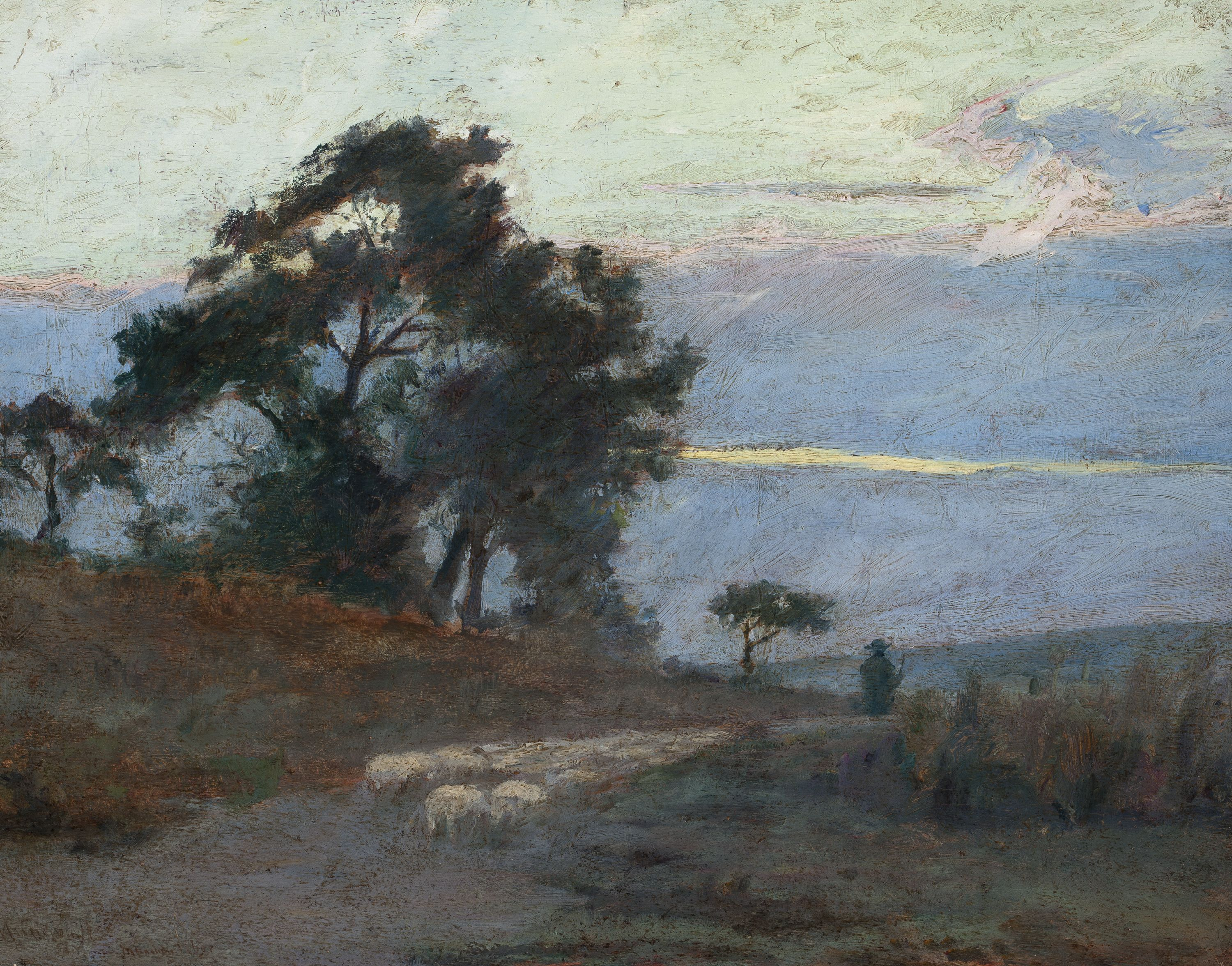
Le paysage au lever du soleil (L'Aube), 1869
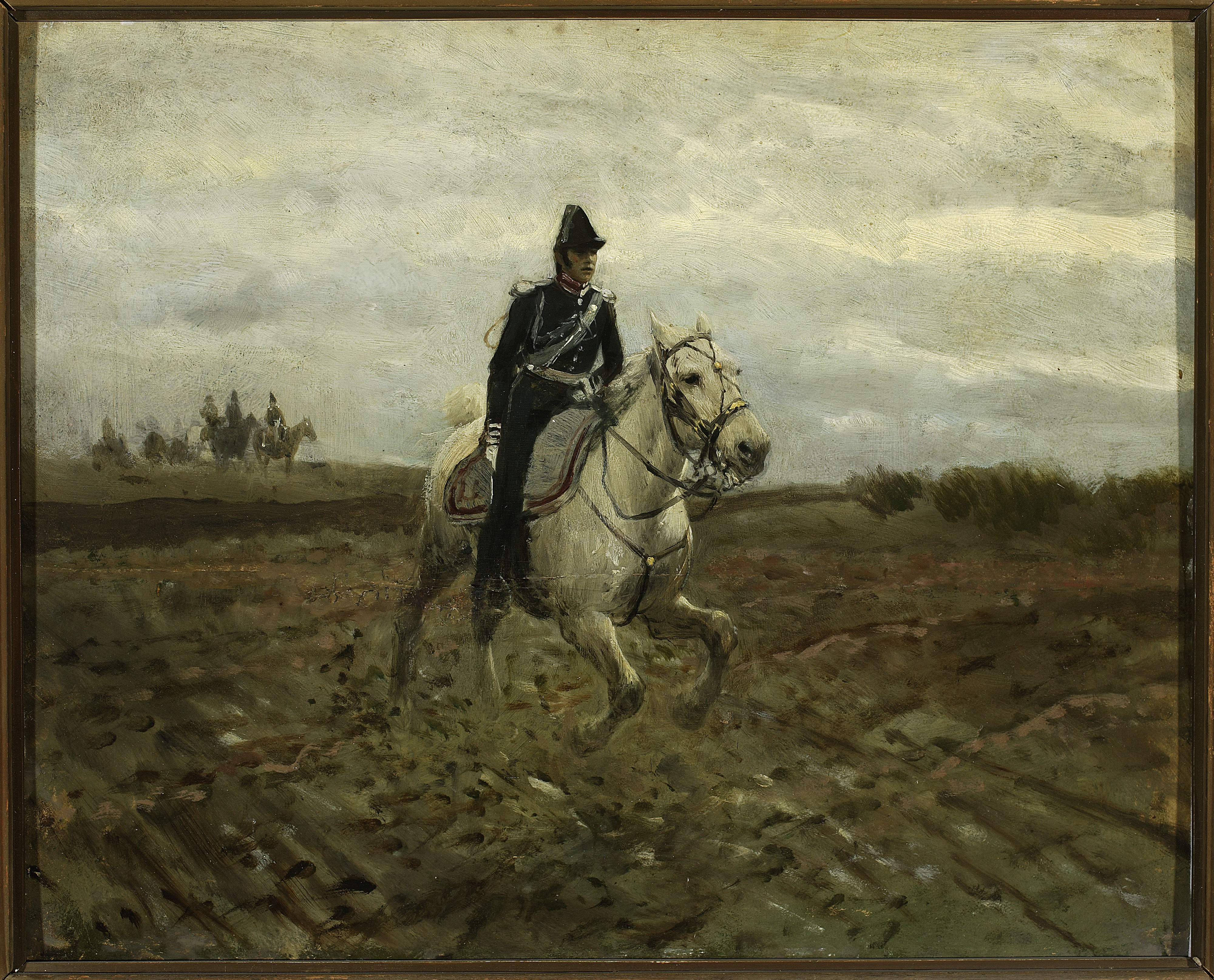
Avec une commande (ou Un aide-de-camp de 1830), 1869
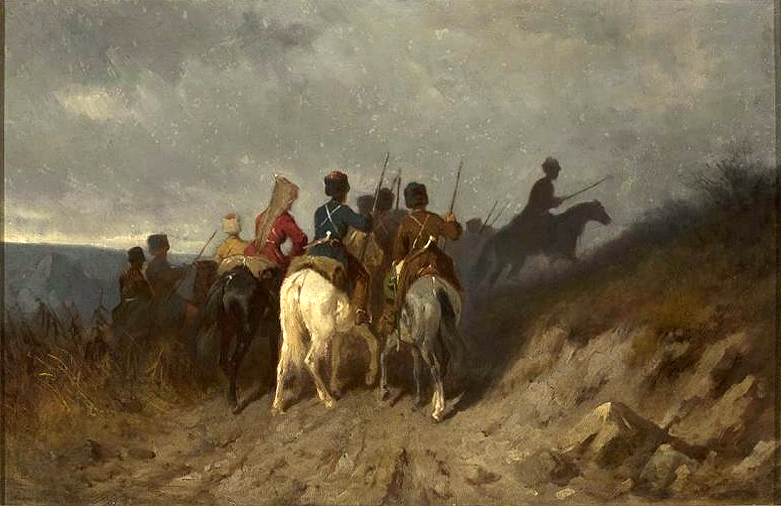
Reconnaissance cosaques, 1869
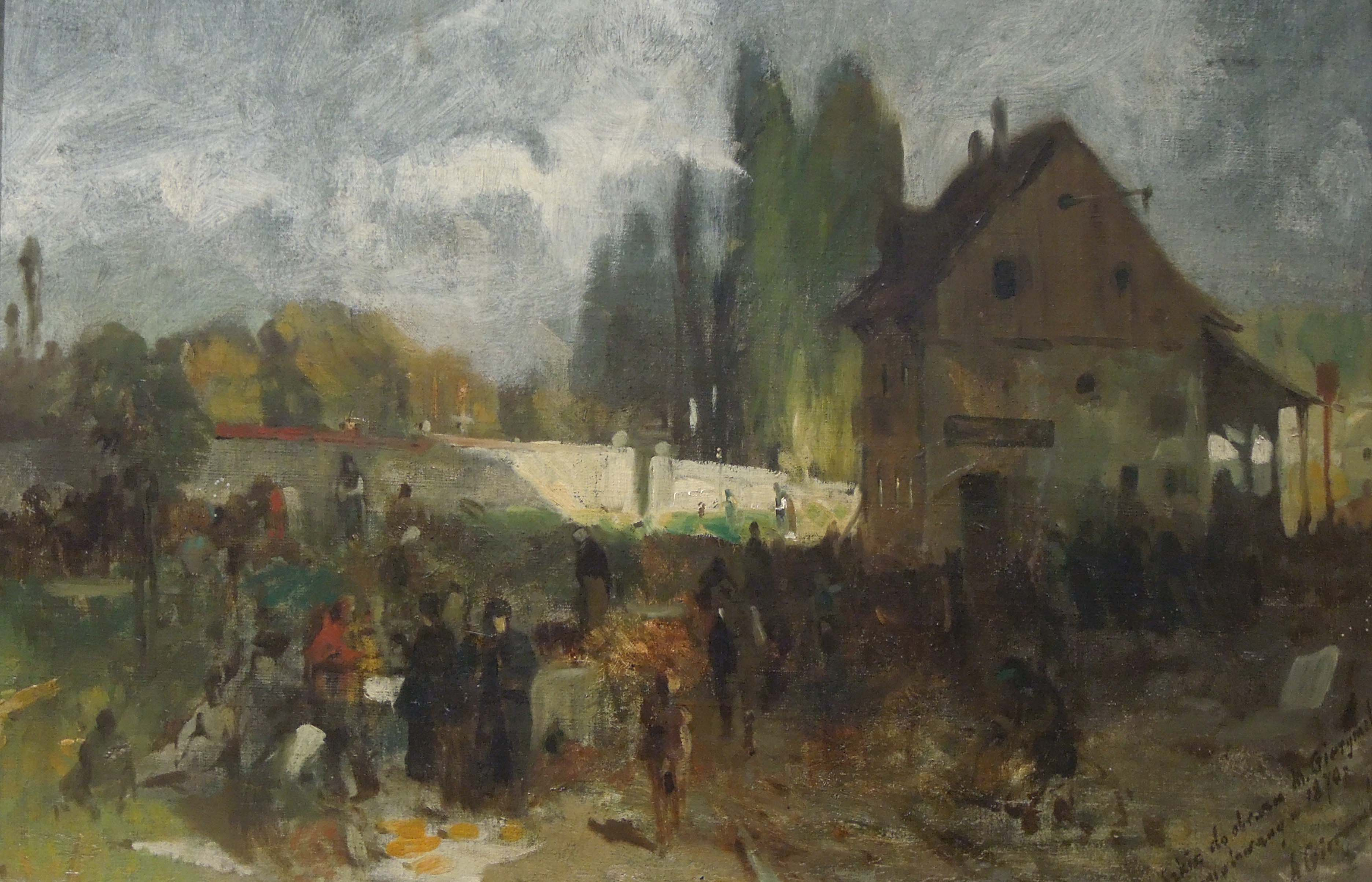
Devant le cimetière, 1870
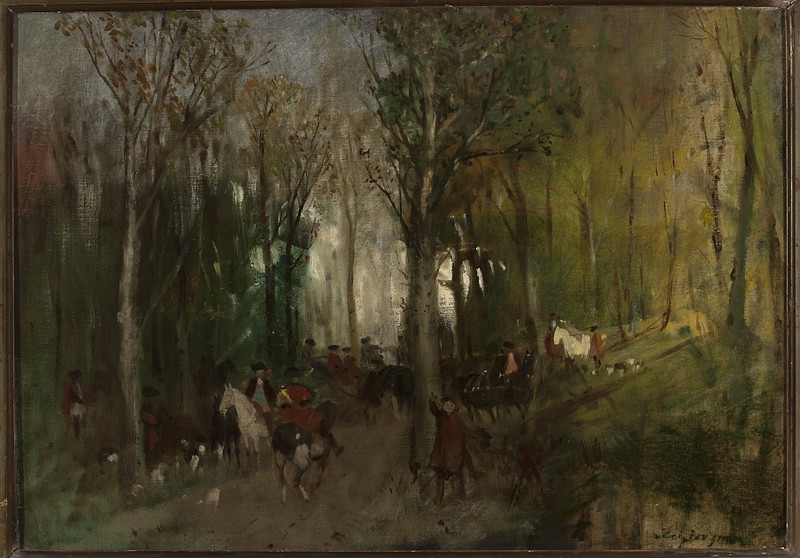
Départ pour la chasse, 1871
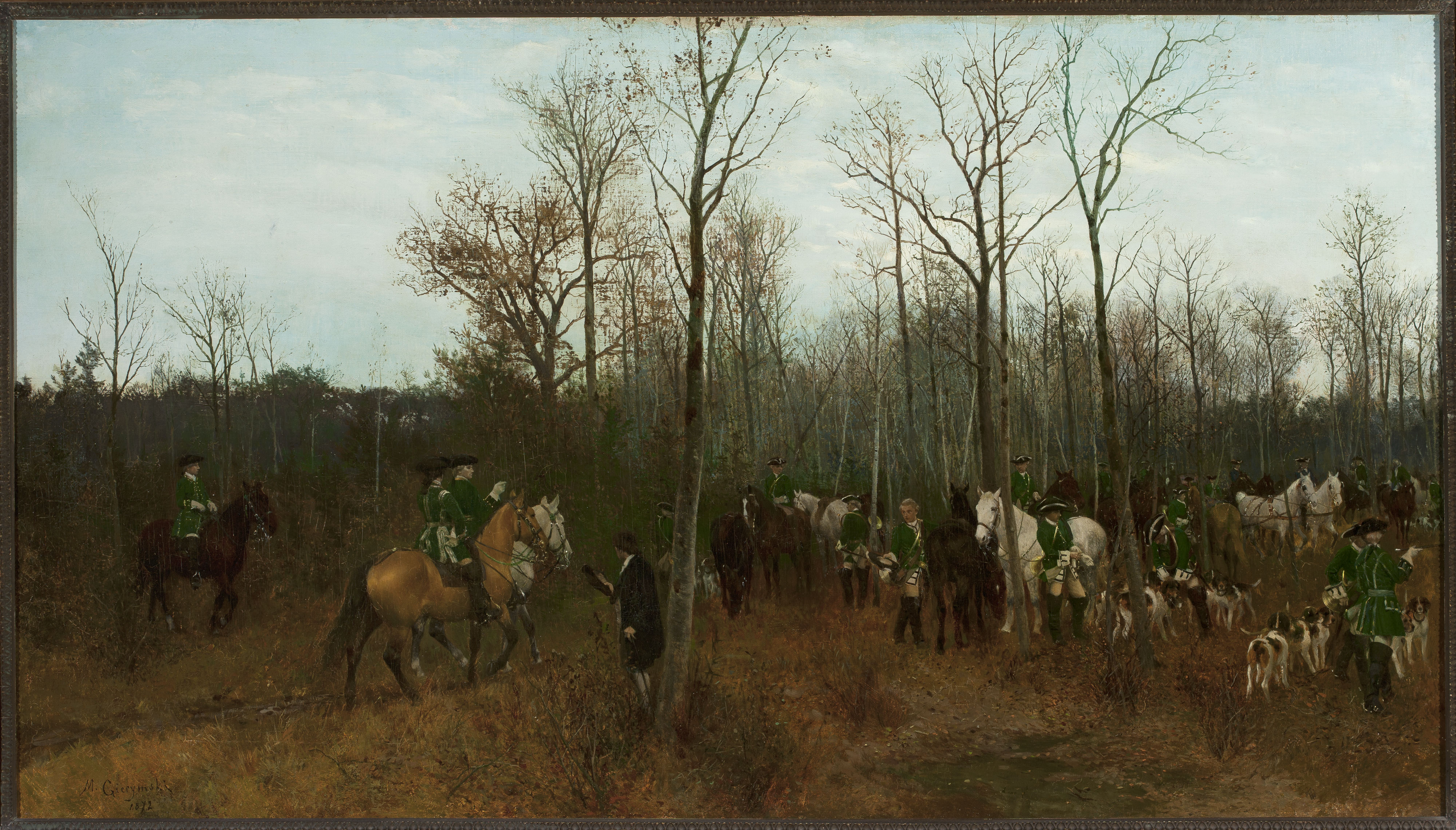
Retour de la chasse, 1872
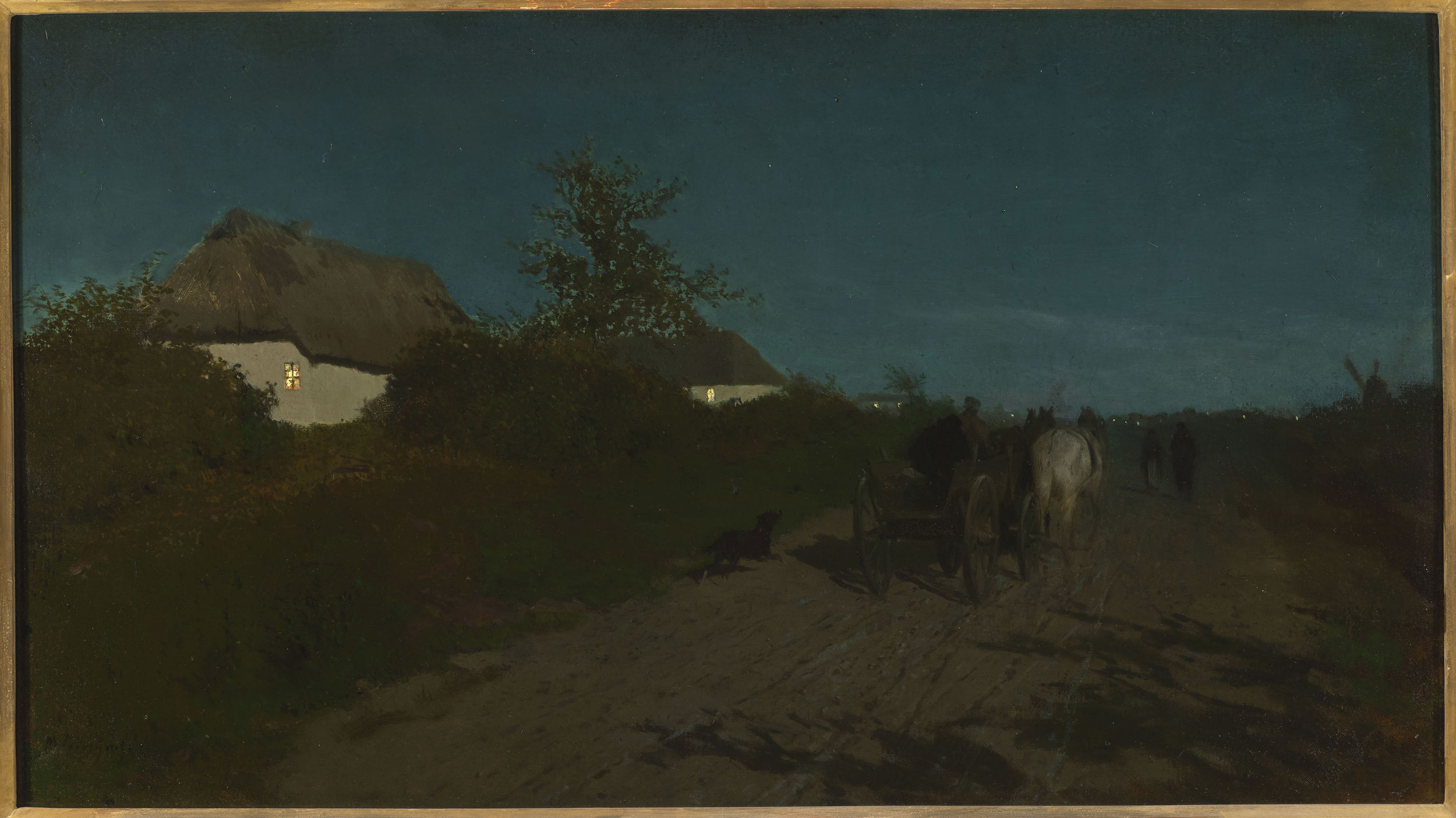
La nuit, 1872
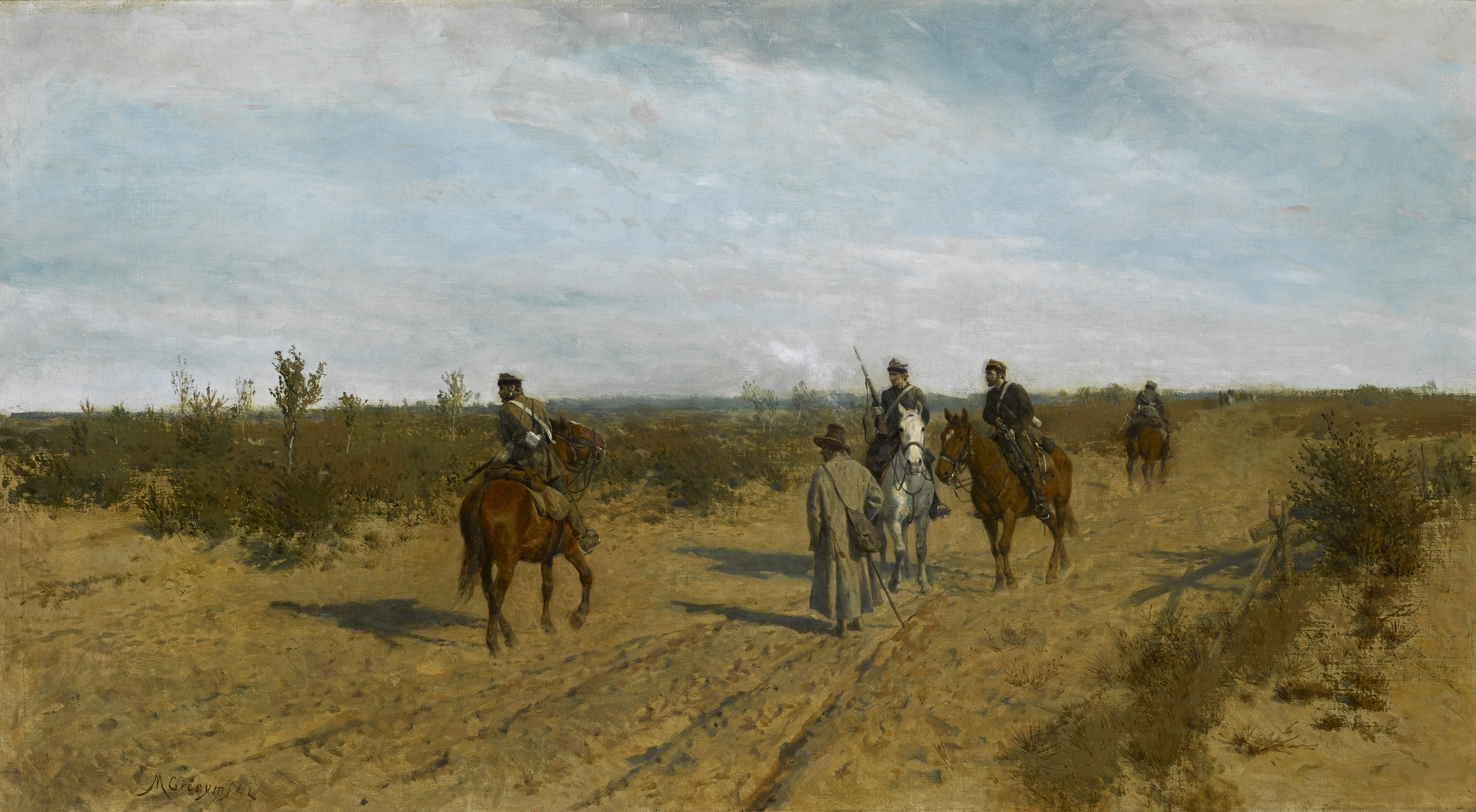
Patrouille des insurgés, 1873